# Tamir Kahlon
Tamir Kahlon (in ebraico תמיר כחלון‎?; Tel Aviv, 29 ottobre 1987) è un ex calciatore israeliano, di ruolo centrocampista.